# Grewia bicolor
Grewia bicolor är en malvaväxtart som beskrevs av Antoine Laurent de Jussieu. Grewia bicolor ingår i släktet Grewia och familjen malvaväxter.

## Underarter
Arten delas in i följande underarter:
- G. b. canescens
- G. b. tephrodermis